# Villaga
Villaga település Olaszországban, Veneto régióban, Vicenza megyében. Lakosainak száma 1890 fő (2023. január 1.). Villaga Albettone, Val Liona, Zovencedo, Barbarano Mossano és Sossano községekkel határos.

## Népesség
A település népességének változása:
| Lakosok száma | 1911 | 1905 | 1890 |
|               | 2017 | 2018 | 2023 |